# ويليام برانتلي أيكوك
ويليام برانتلي أيكوك (بالإنجليزية: William Brantley Aycock)‏ هو عسكري أمريكي، ولد في 24 أكتوبر 1915 في لوكاما في الولايات المتحدة، وتوفي في 20 يونيو 2015 في تشابل هيل في الولايات المتحدة.